# Herieth Paul
Herieth Paul (sinh ngày 14 tháng 12 năm 1995) là một người mẫu Tanzania đã đi bộ cho Diane von Fürstenberg, Lacoste, Tom Ford, Calvin Klein, Armani, Cavalli và 3.1 Phillip Lim. Cô chuyển đến Ottawa, Ontario, Canada năm 14 tuổi do mẹ cô là một nhà ngoại giao. Cô được phát hiện khi cô đến một cuộc gọi mở tại Angie AMTI, một công ty người mẫu có trụ sở tại Ottawa, Ontario, Canada. Cô đã ký hợp đồng với Women Management New York vào tháng 6 năm 2010  Paul đã xuất hiện trong các bài xã luận cho tạp chí Vogue Italia, i-D, wonderland và Teen Vogue. Paul xuất hiện trên trang bìa tạp chí Vogue Italia với Arizona Muse và Freja Beha. Vào tháng 7 năm 2011, cô là người mẫu trang bìa của Elle Canada. Chú thích trên trang bìa có nội dung: "Naomi Move Over. Tại sao chúng ta nóng vì Herieth. "  Paul là một trong ba người mẫu trong chiến dịch Tom Ford Fall / Winter 2013, được chụp bởi Tom Ford. Chiến dịch này được đặt tên là một trong mười chiến dịch hàng đầu của mùa thu 2013 bởi The Business of Fashion và Racked.com. Herieth đã xuất hiện trong các chiến dịch làm đẹp cho cKone và Tom Ford.

## Cuộc sống cá nhân
Mẹ của Paul, Nsia Paul là một nhà ngoại giao tại Cao ủy Ottawa. Cô có một người chị tên là Happiness Floyd 